# Deutsche Arbeitsfront

Flaga Deutsche Arbeitsfront

Deutsche Arbeitsfront (DAF, Niemiecki Front Pracy) – niemiecka organizacja korporacyjna, działająca pod nadzorem NSDAP, łącząca robotników, rzemieślników, pracowników umysłowych i pracodawców. DAF dzielił się na 18 wspólnot według gałęzi przemysłu.
Utworzony 10 maja 1933 roku pod przewodnictwem Roberta Leya po wydanym zakazie działania niezależnych związków zawodowych. Działał do maja 1945 roku.